# 克莱当波埃尔
克莱当波埃尔（法語：Cléden-Poher，法語發音：[kledɛ̃ pɔɛʁ]）是法国菲尼斯泰尔省的一个市镇，位于该省东部，属于沙托兰区。

## 地理
克莱当波埃尔（48°14'7"N, 3°40'7"W）面积29.81 平方千米，位于法国布列塔尼大區菲尼斯泰尔省，该省份为法国最西部的省份，位于布列塔尼半岛西部，北西南三面环大西洋，东临阿摩尔滨海省和莫尔比昂省。
与克莱当波埃尔接壤的市镇（或旧市镇、城区）包括：凯尔格洛夫、卡赖普卢盖尔、朗德洛、圣埃尔南、斯佩泽特。

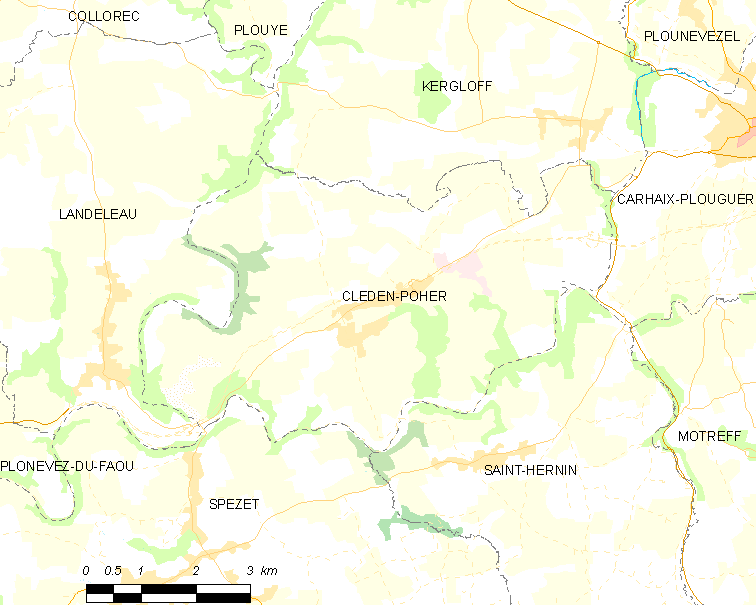
克莱当波埃尔的OSM定位图

克莱当波埃尔的时区为UTC+01:00、UTC+02:00（夏令时）。

## 行政
克莱当波埃尔的邮政编码为29270，INSEE市镇编码为29029。

## 政治
克莱当波埃尔所属的省级选区为卡赖普卢盖尔县。

## 人口

1962-2008年间克莱当波埃尔人口变化图示

克莱当波埃尔于2022年1月1日时的人口数量为1135人。